# 鷹爪翻子拳
鷹爪翻子拳（ようそうほんしけん）は中国武術の少林拳の一種である。

## 歴史
本来、鷹爪翻子拳の源流は岳飛が武兵訓練用の武術として創始した「岳氏散手」と呼ばれる徒手武術が起源となっていると言うが、これはあくまで伝説に過ぎない。
しかし、明王朝の武将戚継光が記した対倭寇の兵法書「紀効新書」の中に著名な拳法門派として「鷹爪王之拿」の記述が有ることから、古代より鷹爪翻子拳の源流が実在した事になる。
源流となる「鷹爪拳」が歴史の舞台に出たのは清朝後期、北京にて著名となった武術家・劉仕俊からである。劉は数多く存在する北京の武術家と対戦、交流しその名前を首都に轟かす。劉の学ぶ武術こそ「鷹爪拳」（鷹爪門）と「鷹爪大杆子」と呼ばれるものであった。彼の口伝による鷹爪拳の歴史は、遊歴僧「法静」から始まる。
河北省雄県出身の劉仕俊は、近隣の保定市で盛んだった武術「シュアイジャオ」を学んでいたが貧しい生活のため寺や畑で一人稽古することが多かった。その時通りかかった法静と知遇を得て、初めて武術の伝承を得ることになる。
3年間にわたる厳しい稽古を終え、雄県を去る事になる法静が劉に初めて明かす武術の名称が、「鷹爪拳」と「大杆子」そして72種（108種とも言われる）の擒拿術であったと伝えられる。
さらに立ち去る時、法静は後年「麗泉」と名乗る遊歴僧が現れるから彼からも武術を学べと言い残した。程なく麗泉が劉の前に現れ、自分は法静の弟子であり老師の命により武術の伝承にやってきたと語った。麗泉はその後保定市に1年間逗留し、劉に鷹爪拳の武術や少林拳、各種の武器術を伝え、「鷹爪拳譜」と奪命打人法の秘術を記した書を与え雄県を去る。
後年、劉は各地で、保定市の名産であるタバコの葉の行商をしながら武術の試合や交流を行い、鷹爪拳の名を世に広めた。とりわけ山東省や北京において、劉は彼の名声と実力を慕う多数の弟子を集め、鷹爪拳は中国武術の名流の一つとなる。
北京の弟子で最も著名な者に少林拳や太極拳、八卦掌の「劉徳寛」で、彼は劉から学んだ武術を「五十路岳氏散手」としてみだりに伝えることが無かった。その他、黄埔軍武術教官であった劉淑雲や徐六、満州人の紀四などにも武術を伝えた。後に雄県に隠棲しても、彼方から武術を学びに来る者が後を絶たなかったと言われる。
やがて近代に入り陳子正が上海精武体育会の武術教官に就任する。陳は鷹爪拳を学ぶ前に、戳脚や硬気功、更に翻子拳を大変得意としていたため、自ら学んだ拳法流派を尋ねられた時に、自分の学んだ武術を総合して「鷹爪翻子拳」を名乗る。これが世に初めて出てきた「鷹爪翻子拳」であった。
鷹爪翻子拳は、精武体育会でも呉艦泉の呉氏太極拳や羅光玉の七星蟷螂拳と並び広く学習され、現在は東南アジアや海外でも学ぶ人が多い。

## 技術内容
1. 套路（型）：大雄拳、小雄拳、綿掌拳、八歩槌、八面槌、五花豹拳、十路行拳、雁行拳、五十路連拳（本門拳、鷹爪連拳）、岳飛溜勢拳、子母拳
2. 兵器法：六合槍、梅花槍、五虎断門槍、紫露剣、鷹爪朴刀法、五虎断門刀、六合刀法（単、双）、蟠竜棍（三節棍）、鉄尺（釵）、牛角拐、八仙剣、鷹爪双匕首、飛抓、虎頭双鉤法、馬牙刺、九節鞭
3. 補助套路：七十二把擒拿法、空手奪器、捕縄法、岳氏摔角法、鷹翻地堂四平拳、八閃翻（翻子拳套路）
4. 対打法：連拳散手対練、擒拿術、摔角術、翻子拳対打
5. 練功法：擦身筋法（磨拿法）、跟立強筋法、迅換歩、推石法、吊砂指法、五抓石練指法、飛布抓拿、拘子法、木站打叩抓拿法、鉄沙掌、伏虎功、倒地狗閃法、眼精死勁功、各種柔筋法、龍爪抜山功、鉄布衫功
6. その他：気功法（硬、軟）、閉気截脈法、点穴法、薬功各種、暗器各種、反陽術、心術
7. 八字訣語：抓、打、擒、拿、翻、崩、肘、靠
8. 四字訣戒：號、拿、降、手
9. 列訣歌：陰陽剛柔、静中求動、左右飛翻、高挑低壓、分筋錯骨、点穴閉気、沾衣捫脈、抓頂擒拿

以下は香港精武体育会で教練をしていた劉法孟の教授内容である。
1. 甲種拳術：潭腿十二路
2. 乙種拳術：工力拳術
3. 丙（単練拳術）：大戦拳、脱戦拳、硬槌拳、節拳、少林槌、五虎拳、四六拳、八歩拳、太祖拳、大綿掌、小綿掌、小雄拳、大雄拳、八歩槌、大八面槌、小八面槌、五花豹、前溜勢、梅花拳、羅漢拳、雁行拳、六合拳、行拳十路、鷹爪連拳五十路、酔六躺
4. 丁（単練武器）：八卦単刀、梅花単刀双刀、六合単刀、五侯単刀、連環単刀、地躺双刀、春秋大刀、四門大刀、五虎槍、羅漢槍、六合槍、梅花槍、群羊棍、斉眉棍
5. 戊（対拆拳類）：套拳、地躺腿、対綿掌、十抓打、壱百八手、紮拳、合戦、拆潭腿、三人対拳、擒拿滾地龍
6. 己（対拆器械類）：単刀串槍、単刀槍、単刀破槍、空手奪単刀、空手対双刀、空手破双刀、空手対双匕首、単刀対単刀、大刀破槍、大刀対槍、捕虎槍、双刀対槍、槍対槍、空手奪槍、直門大掃子、三節棍対槍、三人対棍、三人単刀槍、三人大刀槍、五人大刀槍、五人双刀槍
7. 鷹爪大桿子四路：三歩槍、點穿槍、鷂子槍、圏子槍
8. 庚（舞踏種類）：胡蝶舞、三星舞、双剣舞、対舞、四人剣舞、武化舞、滑稽舞